# ラッキブー
ラッキブー（Laxgibuuなど、さまざまな綴り方が存在する）とは、カナダのブリティッシュコロンビア州およびアメリカ合衆国のアラスカ州北東部に居住する、ツィムシアンネイションのうち、沿岸ツィムシアン族の人びとの、オオカミ家（一家）に対して用いられる名前である。 隣接するギトクサン族およびニスガ族に見られるオオカミ家と、類似もしくは同一の血筋と考えられている。
ラッキブーという名は、ギトクサン族やニスガ族の言葉においてオオカミを意味するキブーgibuuから来ている。ツィムシアン語においてはオオカミにあたる言葉はギバウgibaawであるが、ツィムシアン族の人びとはそれでも、オオカミ家に対してラッキブーという言葉を用いている。
ラッキブーの主要な紋章はオオカミである。いくつかの母系イエ集団が用いる他の紋章としては、クロクマがある。
ラッキブーに属するいくつかのイエ集団は、その北に位置するタルタン族やトリンギット族のオオカミ家の諸集団と関係をもっている。トリンギット族のつながりは、現在のアラスカ州にあたる土地から家同士の争いを避けて移り住み、ツィムシアン族、ギトクサン族、ニスガ族のところに落ち着いたトリンギット族のオオカミ家の人びとを通じてもたらされている。こうした移住者のうちのいくらかの子孫たちと、そのトリンギット族の親族は、母グマの物語の同じヴァリアントをもっており、人類学者や民族学者たちがそれを記録している。キッツムケイラムのラッキブーはこの物語を語る権利をもつ、ツィムシアン族のオオカミ家の集団の一例となっている。

## 書誌
- Barbeau, Marius (1929) Totem Poles of the Gitksan, Upper Skeena River, British Columbia.  (Anthropological Series 12, National Museum of Canada Bulletin 61.)  Ottawa: Canada, Department of Mines.

- Barbeau, Marius (1950) Totem Poles.  (2 vols.)  (Anthropology Series 30, National Museum of Canada Bulletin 119.)  Ottawa: National Museum of Canada.  Reprinted, Canadian Museum of Civilization, Hull, Quebec, 1990.

- Marsden, Susan (2001) "Defending the Mouth of the Skeena: Perspectives on Tsimshian Tlingit Relations."  In: Perspectives in Northern Northwest Coast Prehistory, ed. by Jerome S. Cybulski, pp. 61-106.  (Mercury Series, Archaeological Survey of Canada, Paper 160.)  Hull, Quebec: Canadian Museum of Civilization

- McDonald, James A. (2003) People of the Robin: The Tsimshian of Kitsumkalum. CCI Press